# Climacteris
Climacteris là một chi chim trong họ Climacteridae.